# Dombeya burgessiae
Dombeya burgessiae är en malvaväxtart som beskrevs av Gerr., William Henry Harvey och Sond.. Dombeya burgessiae ingår i släktet Dombeya och familjen malvaväxter. Inga underarter finns listade i Catalogue of Life.

## Bildgalleri

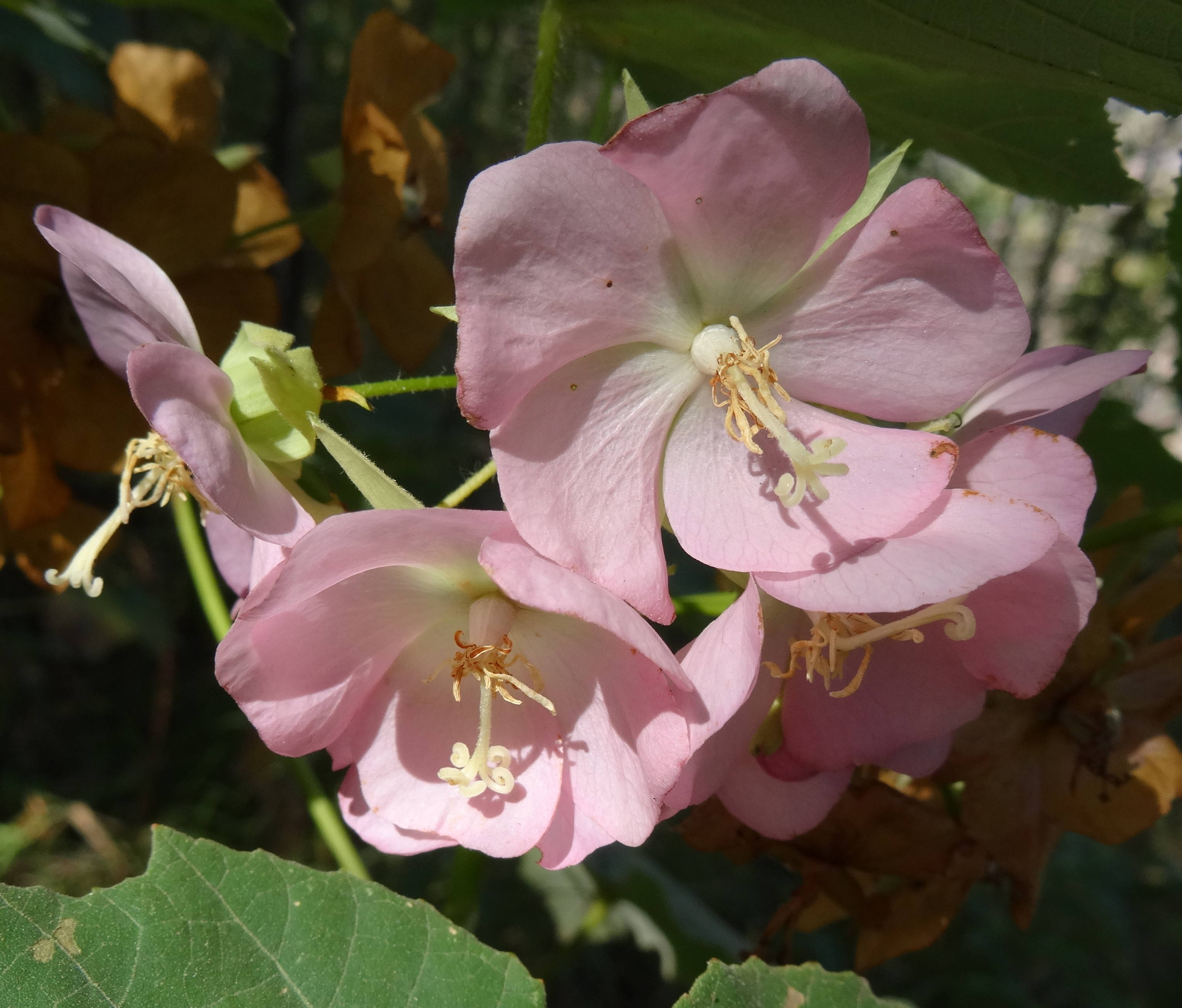
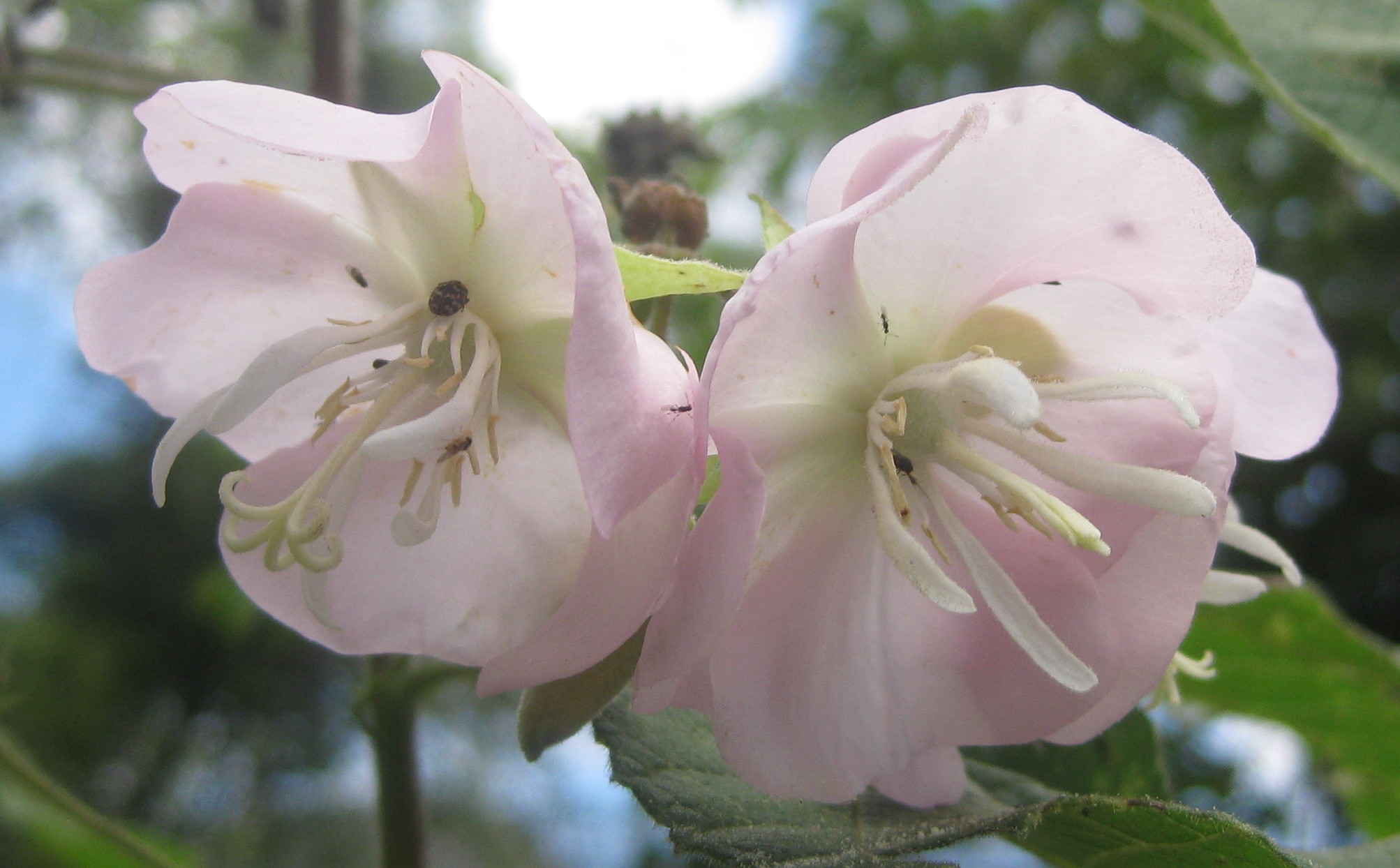
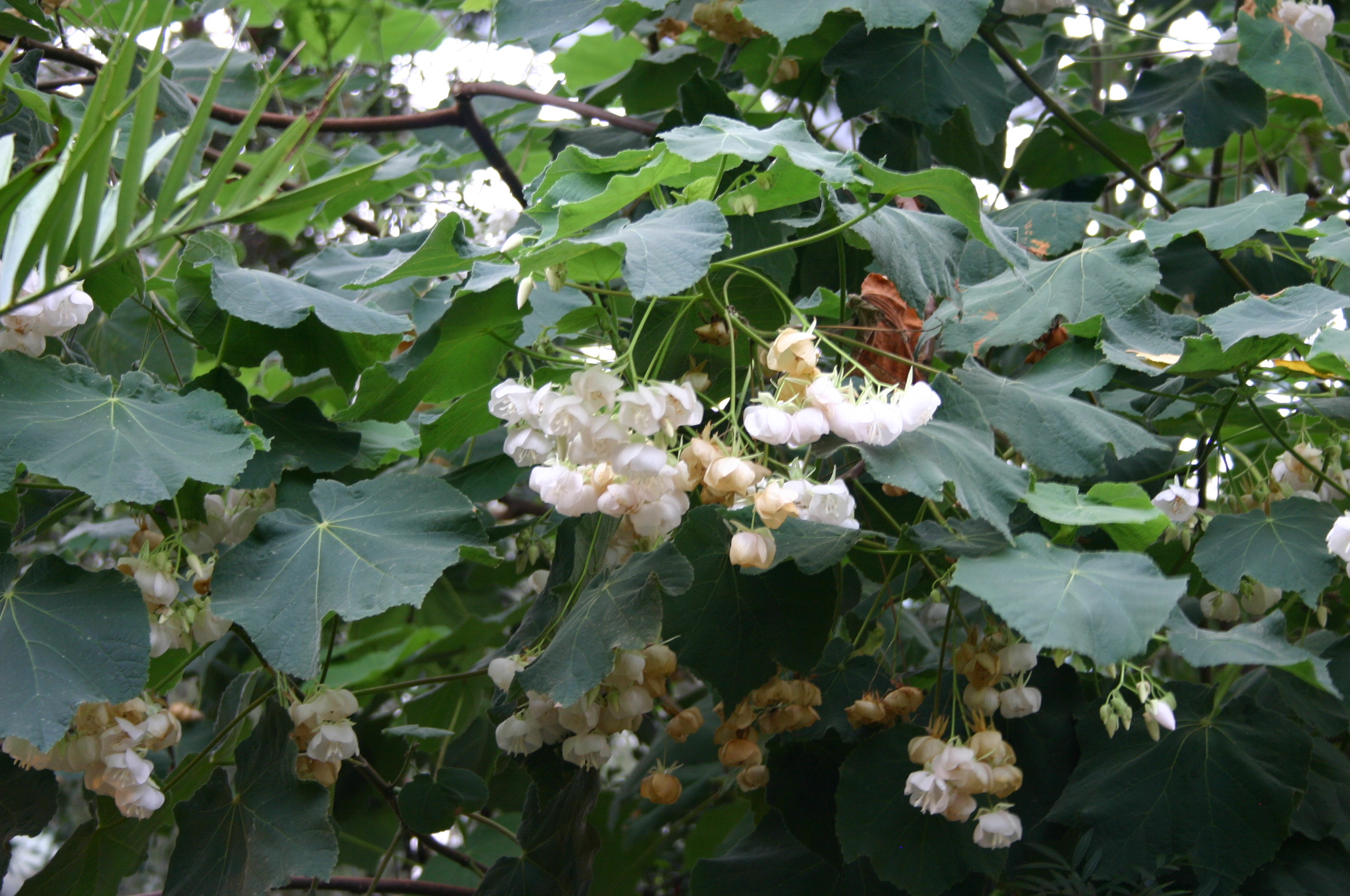
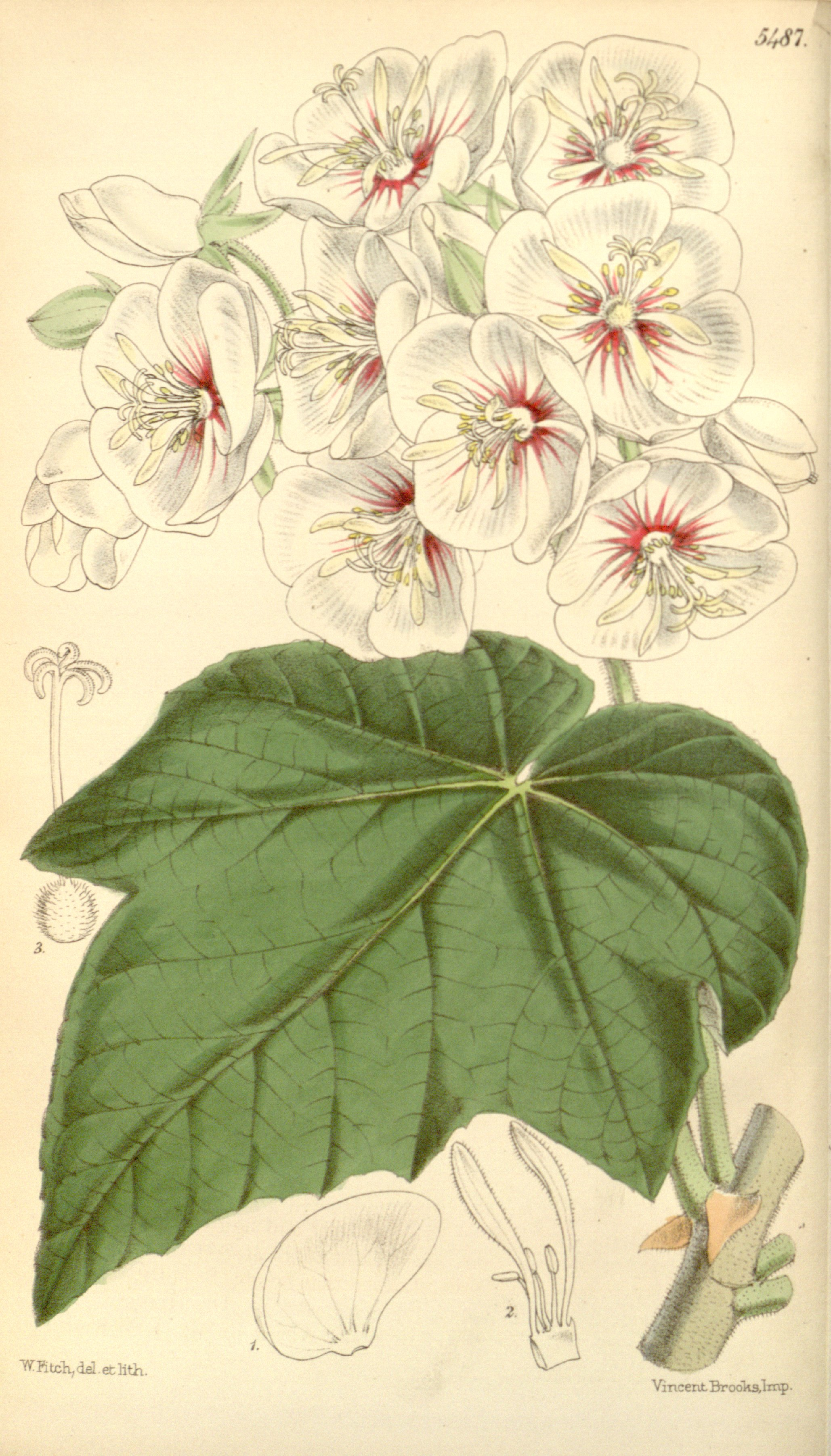
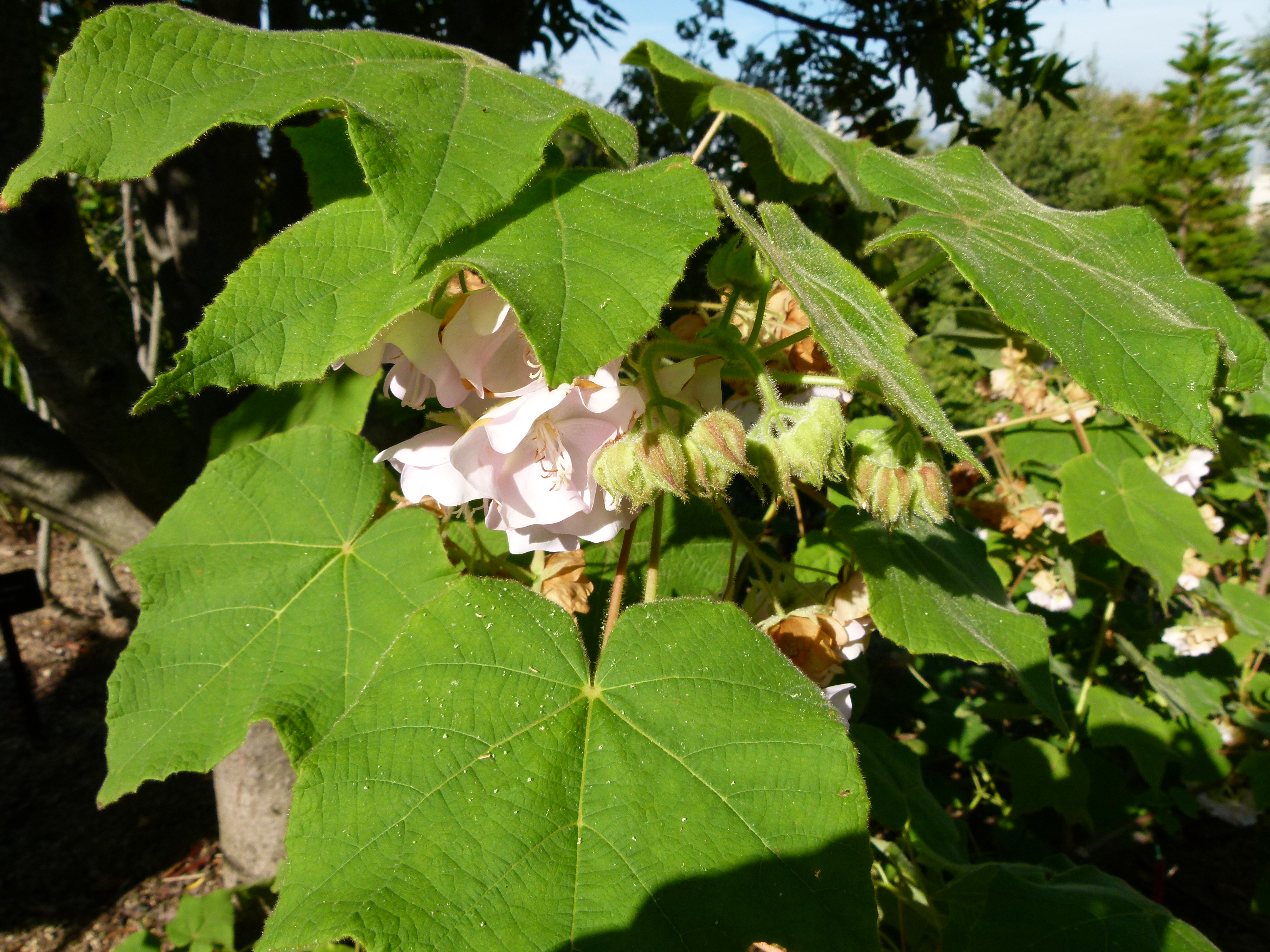
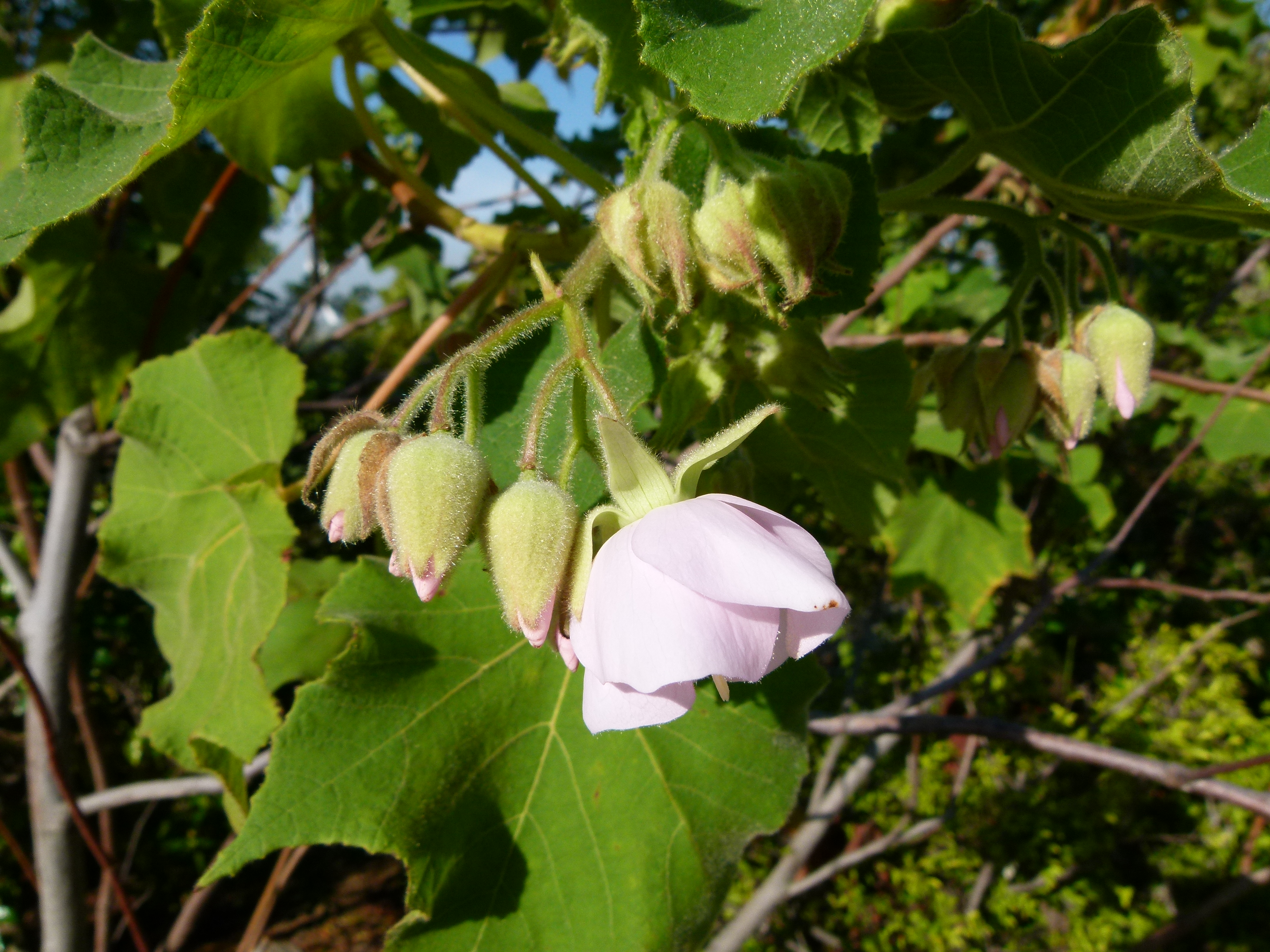